# Безлюдівка (Росія)
Безлю́дівка — село в Графівському сільському окрузі Шебекинського району Бєлгородської області Росії. В період кріпацтва більша частина «слободи Безлюдівки з сільцем Маслівка» належала родичці відомого поета, автора поеми «Душенька» І. Ф. Богдановича (1743–1803 рр.)
У 1932 році населення села становило 1028 мешканців. На початку 1979 році в Безлюдівці було 524 мешканці, в 1989 році — 424 (169 чоловіків та 255 жінок).